# 이혜지
이혜지(1993년 1월 10일 ~ )은 대한민국의 희극 배우이다. 2014년에 데뷔했으며, 지금은 유튜버 “해지대지”로 활동중이다

## 출연작

### 영화
- 범죄도시 3 (2023년) - 클럽녀 2 역 (첫 천만영화)

### 방송
- 웃찾사 (SBS)
  - 〈피도 눈물도 없이〉
  - 〈남자끼리〉
  - 〈인생의 히든카드〉
  - 〈의뢰인〉
  - 〈중년의 로망〉
  - 〈누가 죄인인가 - 개그뮤지컬〉
  - [급식왕 & 급식걸즈 - 데이지]